# Elena Larraín Valdés
Elena Larraín Valdés (Santiago de Chile, 3 de julio de 1918 - ibídem, 9 de octubre de 2009) fue una activista política independiente chilena que dedicó gran parte de su vida al servicio público, creando y dirigiendo movimientos de derecha en las décadas de 1960 y 1970 (Acción Mujeres de Chile y Poder Femenino) de marcado carácter anticomunista y nacionalista.
Posteriormente, se abocó a mejorar la situación de los artistas creando la Corporación Amigos del Arte, entidad que acercó el mundo de las empresas a los artistas, financiándolos y difundiendo su trabajo.

## Primeros años

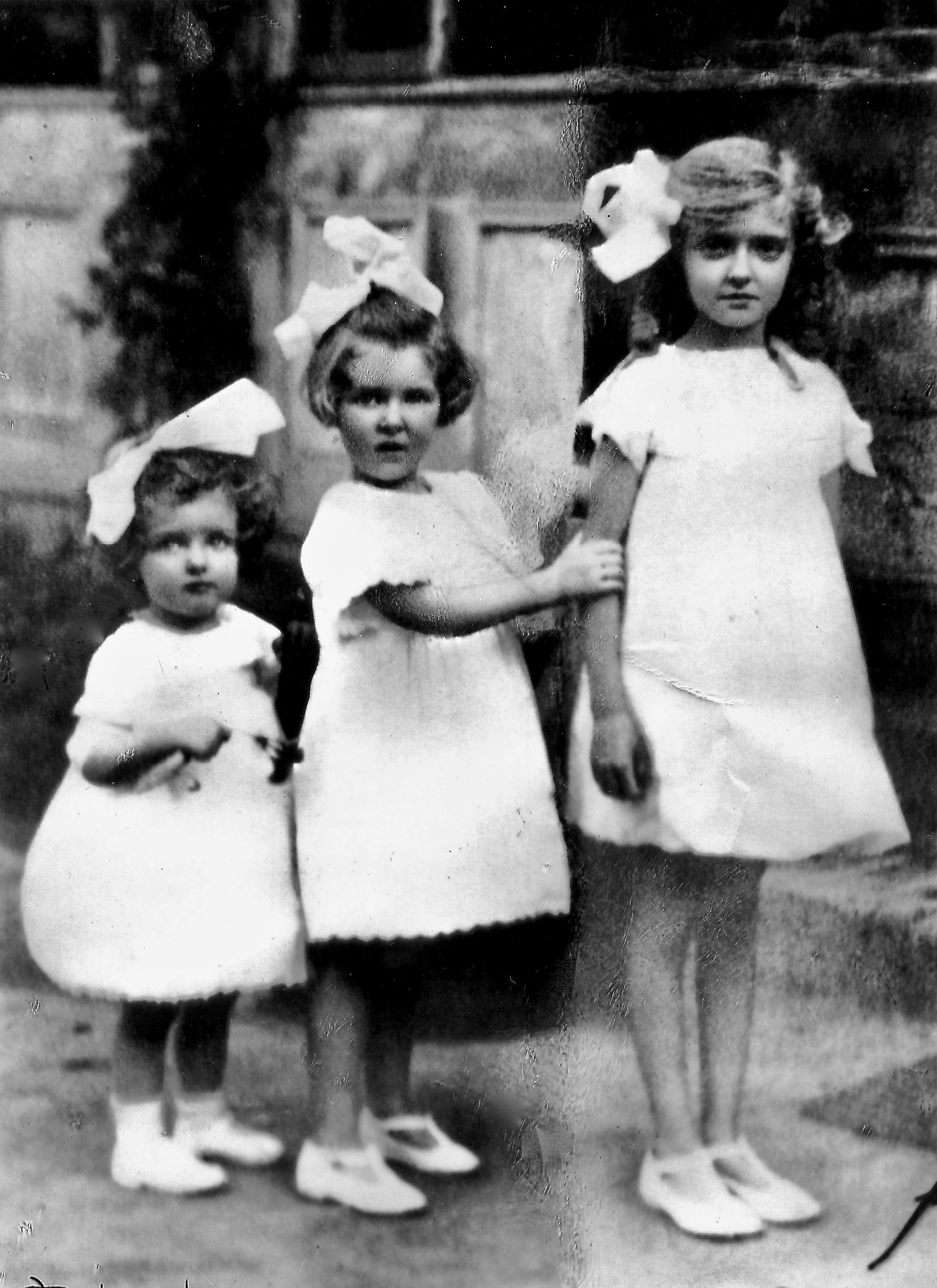
Elena, Mónica y Margot Larraín Valdés

Elena Larraín Valdés fue la mayor de siete hermanos. De niña vivió en la hacienda “La Esmeralda”, propiedad de su padre, en la Región de O'Higgins y fue educada por institutrices francesas. A los 11 años se trasladó a vivir a su residencia familiar en Santiago, terminando sus estudios en el Colegio Universitario Inglés.
Su padre fue Jaime Larraín García-Moreno, abogado, agrónomo y político, fundador del Partido Agrario Laborista (PAL). El PAL existió entre 1945 y 1958. Representando a este partido, en 1945 Jaime Larraín resultó elegido senador por las provincias de Bío- Bío, Malleco y Cautín y precandidato a presidente de la República en 1946.

## Juventud

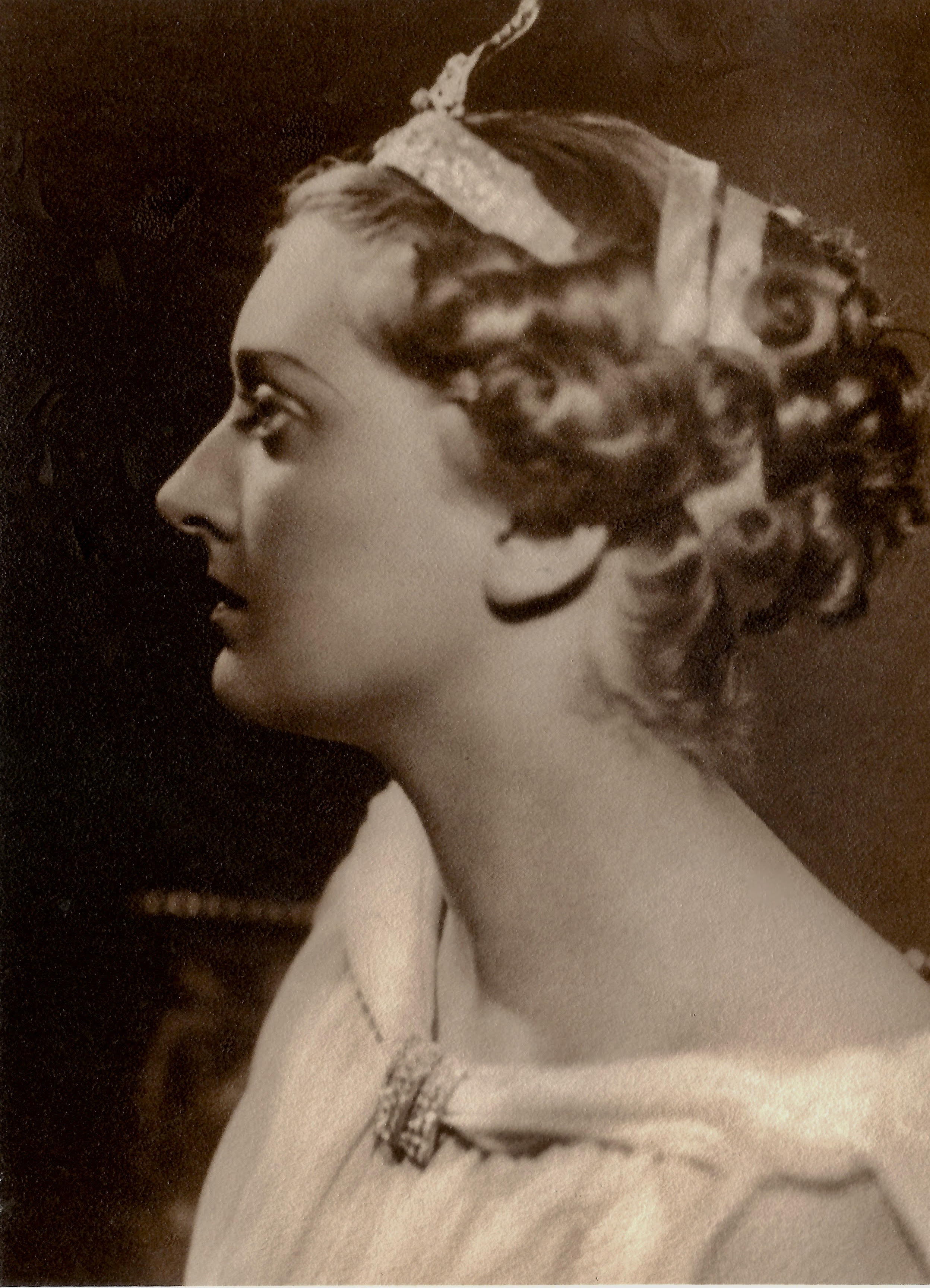
Reina de la primavera año 1936.

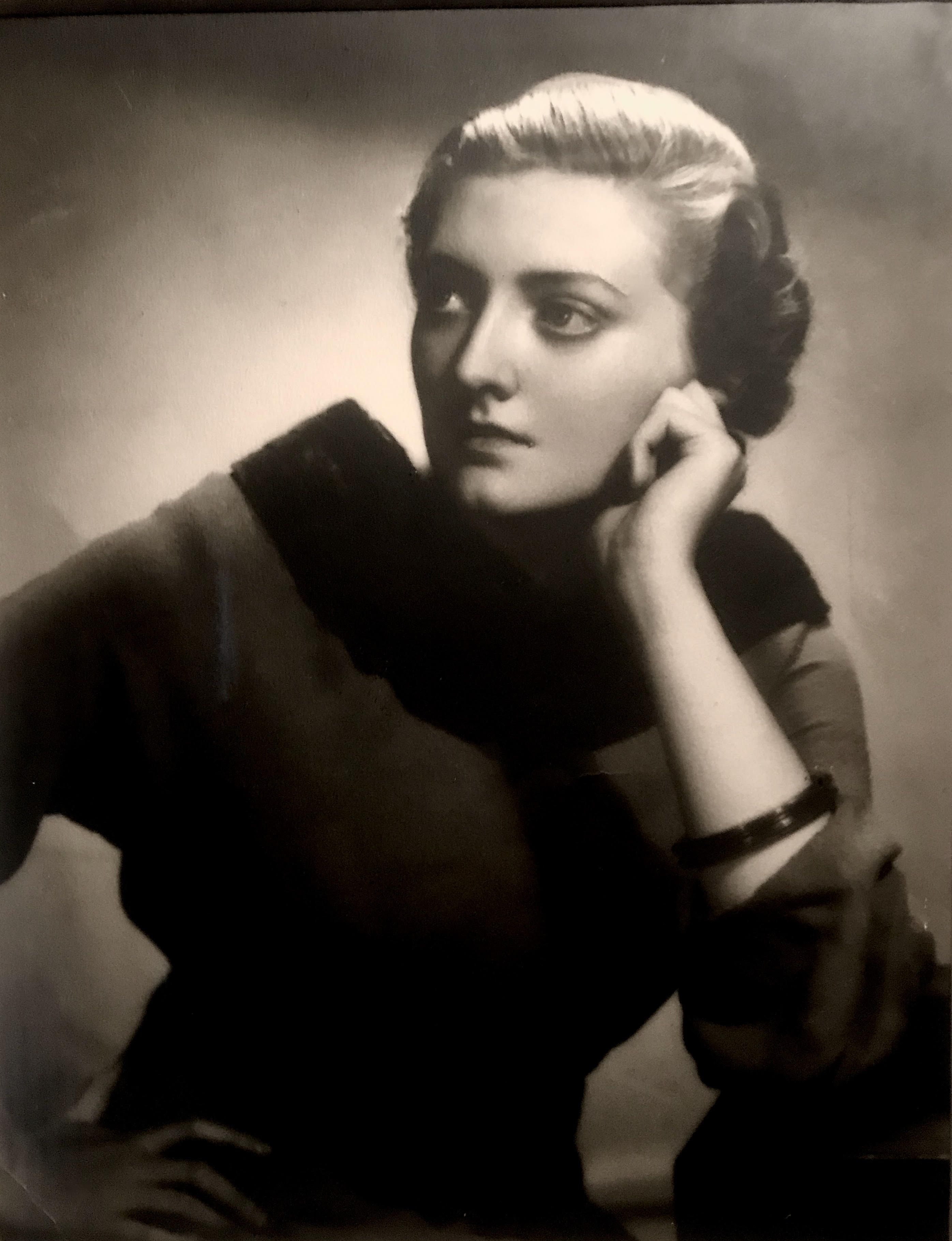
Retrato, 22 años.

En 1936, con 18 años, fue elegida como reina de la Fiesta de la Primavera, evento cívico y laico de origen europeo que era celebrado en Chile por las elites santiaguinas y porteñas desde principios del siglo XX. La reina debía desarrollar tareas en el ámbito social y cultural de la comunidad, incluyendo visitas a diversas instituciones y a las más altas autoridades. También debía participar de actividades benéficas y visitas a hospitales, en las que comenzó a desarrollar paulatinamente su interés por el servicio público y social.
Terminado el colegio entró a estudiar enfermería a la Cruz Roja, de la que su madre era presidenta. Durante sus primeros años trabajó ad-honorem en el Hospital Salvador y el Hospital Psiquiátrico, entre otras instituciones, enfrentándose a realidades complejas que reforzaron su vocación de servicio público.
En el año 1942, contrajo matrimonio con Arturo Droguett del Fierro, médico y profesor de la Universidad de Chile y diputado por Santiago, con quien tuvo cinco hijos: Arturo, María Elena, Francisca, Luz María y Juan Claudio.

## Vida política

### Chile Libre
Su activismo se inició cuando entró a Chile Libre, una organización anticomunista que existió desde principios de la década de 1960 y que a principios de 1964 anunció su disolución. Según Margaret Power, refiriéndose a su participación en este grupo, asegura «... aunque ella habla muy bien de la organización [...] no permaneció mucho tiempo con el grupo. Luego de participar durante alrededor de un año, llegó a la conclusión de que los hombres 'se perdían en muchas discusiones inútiles', de modo que ella, junto con varias mujeres, 'optaron por separarse' de Chile Libre y formar Acción Mujeres de Chile».

### Acción Mujeres de Chile
Tras dejar Chile Libre en 1963, fundó y fue vicepresidenta del movimiento Acción Mujeres de Chile, junto a mujeres que participaban del ya mencionado Chile Libre, tales como María Elena Valdés Cruz, Graciela Ibáñez Ojeda, Dora Sierra Espinoza y Olga Irarrázaval Larraín. Como señala la misma Margaret Power, en su primer periodo la organización tuvo un rol importante en el ingreso de las mujeres conservadores de clase alta en la política llamando a votar por el candidato demócrata cristiano Eduardo Frei Montalva, por sobre el socialista Salvador Allende en la elección presidencial de 1964.
Según Larraín, la agrupación Acción Mujeres de Chile estaba bien organizada, contaba con una oficina y con una participación aproximada de diez mil mujeres. Como afirma Margaret Power: «... Elena Larraín invierte el estereotipo de la mujer chilena pasiva y dominada, e identifica a las mujeres como actores políticos importantes, incluso claves. Rechaza la idea de que los hombres sean por naturaleza mejores para ejercer la política y que las mujeres son aptas biológicamente para una vida apacible en el hogar, concepto que prevalecía en Chile en esa época». «El interés propio y la 'necesidad de poder' motivan a los hombres y en política estas cualidades son contraproducentes. Las mujeres, como activistas políticas, son mucho más eficaces porque son más capaces de trabajar juntas para alcanzar una meta común».

### Poder Femenino

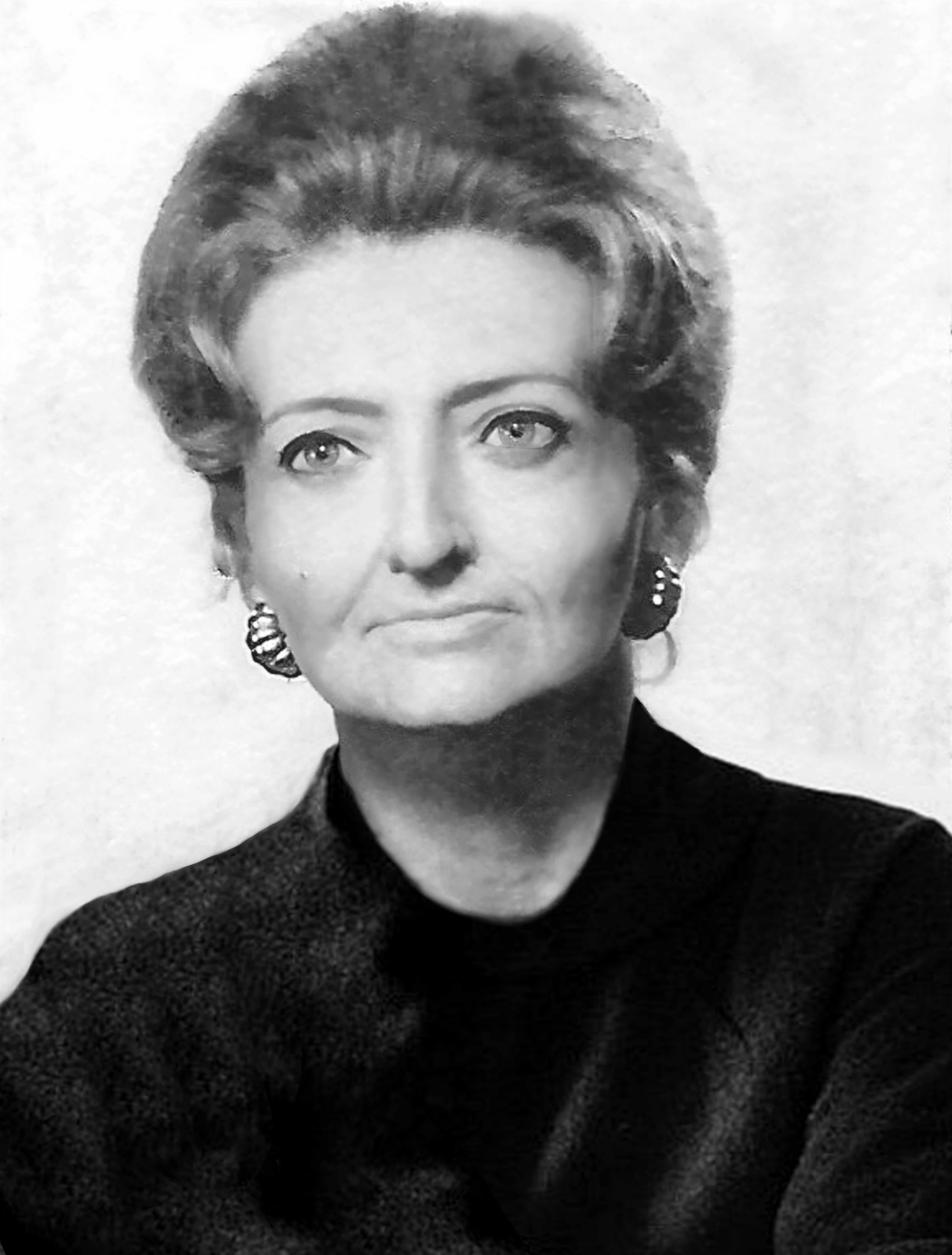
Elena Larraín en los años 1970.

Unos pocos meses después de la marcha de las cacerolas vacías, Elena Larraín se unió con otras mujeres para formar Poder Femenino (PF), organización de mujeres opositoras al gobierno de Salvador Allende y que funcionó hasta el Golpe de Estado en Chile de 1973. Durante el año y medio siguiente a la marcha, PF estuvo a la cabeza de la oposición femenina frente al gobierno de la UP. “María Correa y Elena Larraín, dos de las fundadoras del grupo, relatan que este se formó entre un círculo de amigas que querían darle más visibilidad y eficacia a la resistencia femenina frente al gobierno” (p. 193-194). Según un artículo de la revista Ercilla (1973), Elena Larraín que había dirigido el grupo Acción Mujeres de Chile, explica que PF comenzó “con el fin de recuperar los valores perdidos, la vida del hogar y la tranquilidad; apagar las tensiones que destruyen la familia, y para que la lucha por la subsistencia no fuera tan dura y amarga, un grupo de amigas nos juntamos espontáneamente. Después, la idea se extendió”.
Sobre la forma de trabajo de la agrupación, Elena Larraín señala en un artículo escrito por Teresa Donoso, periodista de El Mercurio e integrante de Poder Femenino: “Trabajábamos en equipo y nunca nadie mandaba y, en el fondo, todas mandaban. Si alguna tenía una buena idea, entre todas la aprobábamos. De esta unión nació una amistad profunda y una solidaridad extraordinaria”. Refiriéndose al liderazgo de Elena Larrain, Donoso cita a otra integrante de esta organización que señala: “Es tal su poder que, aunque todas teníamos el mismo rango, nunca nadie dudó- ni duda- que quien mandaba era ella”. Elena Larrain coordinó todas las acciones de la organización y sostuvo reuniones semanales con destacados personajes de la derecha independiente para analizar la situación política y planificar las próximas actividades y estrategias de oposición. Según Margaret Power, “Elena Larraín sirvió de canal entre PF y este importante sector de la oposición en materia de información y planificación” (2008, p. 196). Sobre el nombre de la organización, Elena Larraín relató que “... en un comienzo a la mayoría de las mujeres el nombre del movimiento Poder Femenino no les gustaba, por considerarlo `demasiado pretencioso´, mientras que a ella le parecía que la agrupación necesitaba un nombre que los `hombres respetaran´. Con el tiempo, añadió, las mujeres llegaron a disfrutar de la palabra “poder” (p.198).
Como señala Margaret Power (2008, p. 197): “El hecho de posicionarse siempre como líder independiente le permitió trabajar con diversos partidos políticos de oposición y acentuó la capacidad de Poder Femenino para presentarse como movimiento apolítico”.

## Últimos años
Posterior al golpe militar en 1973, se retiró de la actividad política, pero continuó su trabajo público en el mundo de la cultura fundando la Corporación Amigos del Arte y en lo social, en el directorio del Consejo de Defensa del Niño.

### Corporación Amigos del Arte

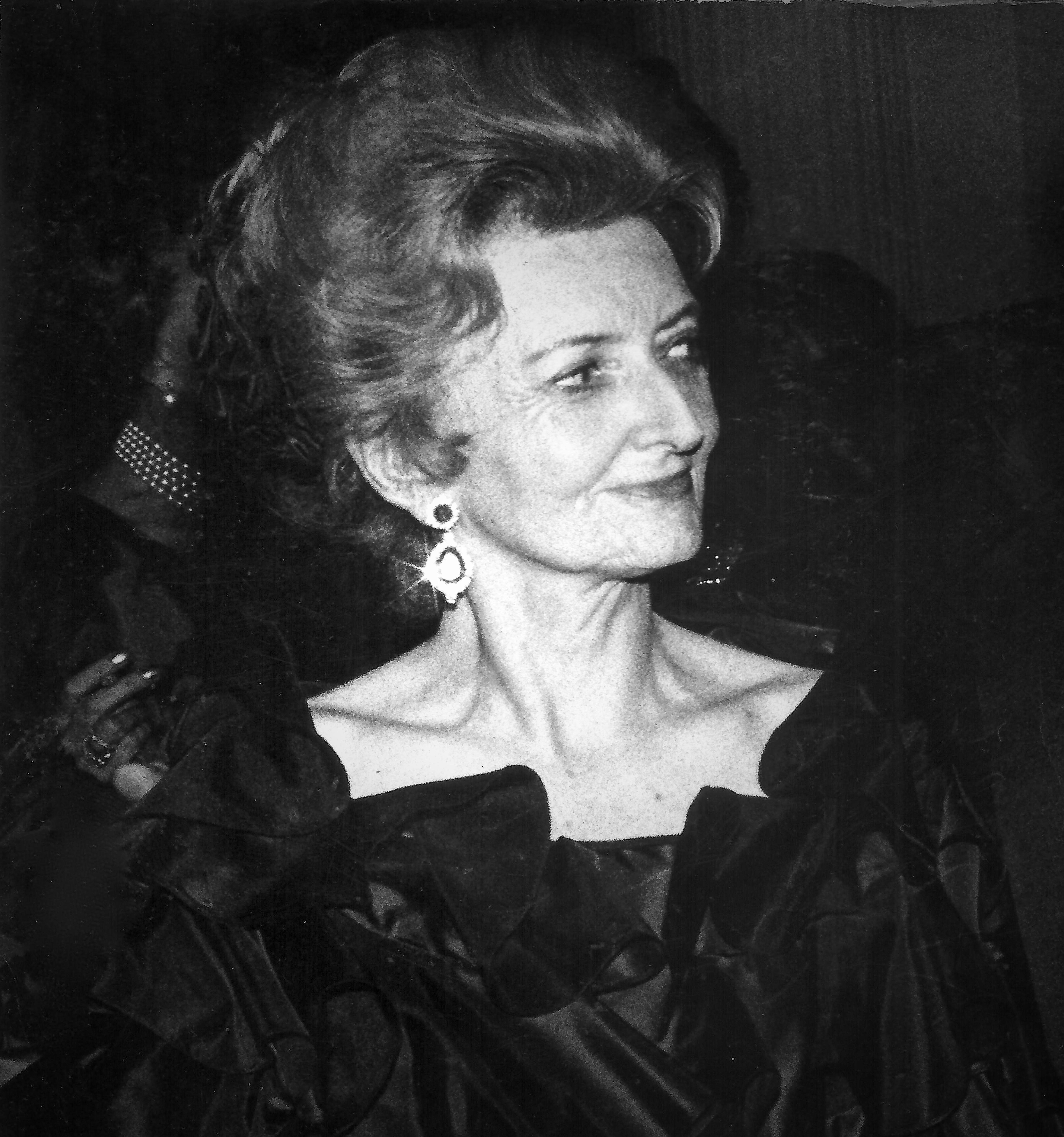
Corporación Amigos del Arte en el Spanish Institute Gold Medal Gala, NYC 1981.

En la segunda mitad de la década de 1970, se centró en construir una red de protección para los artistas, inspirándose en las experiencias de su hija pintora Francisca Droguett a través de quien conoció las dificultades que enfrentaban. Así fue cómo junto a su amiga Maria Victoria Armanet, crearon la Corporación Amigos del Arte, entidad que comenzó a funcionar desde 1978 y en la que Larraín fue su primera presidenta. El objetivo de esta corporación fue contribuir al desarrollo de la creatividad de los artistas chilenos a través de espacios de encuentro, exposición para el trabajo de los artistas, la entrega de becas y financiamiento de actividades culturales.
En ese momento, eran escasos los espacios para el arte, por lo que los artistas empezaron a acercarse a espacios únicos donde se les otorgaba la posibilidad de mostrar su obra en diversas disciplinas tales como el arte visual, música, teatro, danza, literatura, entre otros. Según Francisco Javier Court, quien fue miembro de la Corporación, Elena Larraín creó la unión con el mundo privado e incentivó la participación de las empresas en el financiamiento de proyectos artísticos. 
Entre las principales actividades desarrolladas de la Corporación Amigos del Arte destacan:
- Encuentros Arte Joven (1979, 1980, 1981): en cada uno de estos encuentros participaron al menos 600 artistas en artes visuales, teatro, danza, música, etc. Cada encuentro tuvo una duración promedio de 10 días y una asistencia promedio de 20 mil personas.

- Becas a artistas: algunos de los artistas a lo que se les otorgó becas fueron Claudio Bertoni (fotografía), Samy Benmayor (pintura), Roberto Di Girólamo (pintura), Carlos Maturana “Bororo” (pintura), Patricio González (músico), entre otros artistas.[2]

### Consejo de Defensa del Niño
En 1974 le correspondió asumir en el directorio del Consejo de Defensa del Niño, en el que participó por más de 40 años hasta su muerte en 2009. Fueron cuatro décadas activas de participación dentro del directorio de la Fundación, que la vio siempre interesada por conocer en profundidad la situación de los menores, los proyectos ejecutados en su beneficio y a prestar su apoyo a toda iniciativa tendiente a mejorarles sus condiciones de vida.